# Musée d'Art d'Iwate
Le musée d'Art d'Iwate (岩手県立美術館, Iwate Kenritsu Bijutsukan) est un musée d'art situé à Morioka, dans la préfecture d'Iwate, au Japon. Il est inauguré en octobre 2001.
Le musée présente une exposition permanente d’œuvres d'artistes originaires de la préfecture d'Iwate tels que Tetsugorō Yorozu, Shunsuke Matsumoto et Yasutake Funakoshi, et organise des expositions temporaires sur des thèmes japonais et étrangers.